# Saint-Sulpice (Puy-de-Dôme)
Saint-Sulpice – miejscowość i gmina we Francji, w regionie Owernia-Rodan-Alpy, w departamencie Puy-de-Dôme. Nazwa miejscowości pochodzi od imienia św. Sulpicjusza.
Według danych na rok 1990 gminę zamieszkiwało 109 osób, a gęstość zaludnienia wynosiła 6 osób/km² (wśród 1310 gmin Owernii Saint-Sulpice plasuje się na 735. miejscu pod względem liczby ludności, natomiast pod względem powierzchni na miejscu 511.).